# Jean Coste
Jean Coste est un acteur français.

## Filmographie

### Cinéma
- 1930 : La Bodega : Pablo Dupont
- 1937 : À minuit, le 7 : Un journaliste
- 1945 : Échec au roy
- 1954 : Cadet Rousselle
- 1964 : Du grabuge chez les veuves
- 1965 : Fifi la plume
- 1967 : Le Dimanche de la vie
- 1976 : La Grande Récré
- 1981 : Signé Furax

### Télévision

#### Séries télévisées
- 1957 : En votre âme et conscience
- 1962-1968 : Le théâtre de la jeunesse : Le petit / Toby
- 1964 : Rocambole : Honoré
- 1973 : Karatekas and co : Boulanger
- 1973 : Les Cinq Dernières Minutes : Le curé
- 1974 : La Juive du Château-Trompette
- 1974 : Mort au jury : Aurand
- 1977 : Commissaire Moulin
- 1977 : Rendez-vous en noir : Le chauffeur de taxi
- 1978 :  Désiré Lafarge  épisode : 35 mm couleur pour Désiré Lafarge  de Jean Pignol
- 1979 : Le Jeune Homme vert : L'huissier
- 1979 : Une fille seule
- 1980 : Les Enquêtes du commissaire Maigret : Le médecin légiste
- 1982 : Marion

#### Téléfilms
- 1957 : Azouk : Colombani
- 1966 : La Prise de pouvoir par Louis XIV : Marinier
- 1973 : Marie Dorval : Le régisseur de la Porte-Saint-Martin
- 1979 : Les Grandes Conjurations: Le coup d'état du 2 décembre
- 1980 : Mon cher Théo Van Gogh : La silhouette de Van Gogh